# Rohrbach (Rehling)
Rohrbach ist ein Gemeindeteil von Rehling im schwäbischen Landkreis Aichach-Friedberg in Bayern. Die Einöde liegt circa eineinhalb Kilometer östlich von Rehling.

## Geschichte
Den Zehnten des Hofes bezog 1334 das Kloster St. Ulrich und Afra in Augsburg. Im Jahr 1378 konnte Margaretha von Gumppenberg den Hof für die Herrschaft Scherneck erwerben. Er gehörte bis Anfang des 19. Jahrhunderts zu Scherneck. 
1950 wurde der Hof geteilt.

## Baudenkmäler
Siehe auch: Liste der Baudenkmäler in Rohrbach
- Katholische Kapelle Maria Hilf